# IKVM.NET
IKVM.NET — реализация Java для Mono и Microsoft .NET Framework. IKVM является свободным программным обеспечением, распространяемым под пермиссивной лицензией.
IKVM.NET включает в себя следующие компоненты:
- Виртуальная машина Java, реализованная на .NET.
- .NET-реализация библиотек классов Java.
- Конвертер из jar в dll.
- Инструменты для Java и .NET интероперабельности.

С IKVM.NET вы можете запустить скомпилированный код Java (байт-код) непосредственно на Microsoft .NET и Mono. Байт-код на лету преобразуется в CIL и выполняется.
В этом её отличие от J#. J# — это синтаксис Java на платформе .NET, в то время как IKVM.NET это эффективная реализация Java, работающая на платформе .NET.
Йерун Фрейтерс (Jeroen Frijters) является основным участником в разработке IKVM.NET. Он является техническим директором компании Sumatra Software, находящейся в Нидерландах.

## Статус
По состоянию на июнь 2007 года виртуальная машина поддерживает Java 1.6. AWT и Swing частично поддерживаются. IKVM использует OpenJDK в качестве библиотеки классов.
21 апреля 2017 года проект закрыт.